# 수신초등학교
수신초등학교는 대한민국 충청남도 천안시 동남구에 있는 공립 초등학교이다.

## 학교 연혁
- 1938년 9월 2일: 개교
- 1941년 4월 1일: 수신공립국민학교로 개칭
- 1981년 3월 1일: 병설유치원 개원

## 참고 자료
- 수신초등학교 - 한국교육학술정보원 학교알리미